# Université Paris-Est-Créteil-Val-de-Marne
Đại học Paris-Est-Créteil-Val-de-Marne (tiếng Pháp: Université Paris-Est-Créteil-Val-de-Marne) là một trường đại học ở Paris. Nó được đặt tại vùng Île-de-France ở 3 tỉnh: Val-de-Marne, Seine-et-Marne và Seine-Saint-Denis. UPEC có mười ba khoa, viện và trường học, cũng như một đài quan sát và một trường liên kết. Trụ sở chính của trường nằm ở Créteil và có thể đến được bằng tuyến tàu điện ngầm số 8 từ ga Créteil-Université.